# Inna Brovko
Inna Brovko (en ucraniano: Інна Бровко; 26 de abril de 1997) es una deportista ucraniana que compite en esgrima, especialista en la modalidad de espada. Ganó dos medallas en el Campeonato Europeo de Esgrima, en los años 2022 y 2025, ambas en la prueba por equipos.

## Palmarés internacional
| Campeonato Europeo | Campeonato Europeo | Campeonato Europeo | Campeonato Europeo |
| Año                | Lugar              | Medalla            | Prueba             |
| ------------------ | ------------------ | ------------------ | ------------------ |
| 2022               | Antalya (Turquía)  | Medalla de bronce  | Espada por equipos |
| 2025               | Génova (Italia)    | Medalla de oro     | Espada por equipos |